# Басова блокфлейта

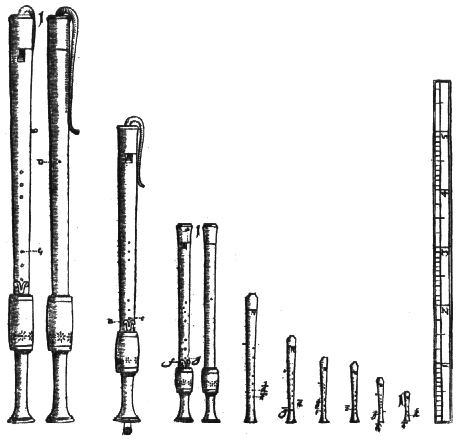
Блокфлейти з Syntagma Musicum Міхаеля Преторіуса (1619), четверта та п’ята зліва, показують фронтальне та заднє зображення басової блокфлейти (бассет

Басова блокфлейта — це духовий інструмент, налаштований в фа на третій октаві (F3), і який належить до родини блокфлейт.
Басова блокфлейта грає на октаву нижче за альтову або трібо блокфлейту. В родині блокфлейт вона розташовується між теноровою блокфлейтою та великою басовою блокфлейтою (до-бас або кварт-бас).
Через довжину інструмента найнижча нота, фа (F), потребує наявності клапана. На сучасних інструментах можуть бути також клапани для низьких нот фа-дієз (F♯), соль (G) та соль-дієз (G♯), а іноді й для до (C) та до-дієз (C♯).
У 17 столітті Міхаель Преторіус використовував зменшувальний термін "бассет" (малий бас), щоб описати цей розмір блокфлейти як найнижчого члена "чотирьохфутового" консорту, в якому інструменти звучать на октаву вище відповідних людських голосів. Преторіус називає наступний нижчий інструмент (з найнижчою нотою сі-бемоль) "басом", а інструмент на октаву нижче за бассет (з найнижчою нотою фа2) — Großbaß, або "великий бас". 
Басова блокфлейта зазвичай є найнижчим інструментом у блокфлейтовому консорті, але може бути використана як альт у "восьмифутовому" регістрі в так званому "великому консорті" (grand jeux), де два більші розміри басової блокфлейти виконують нижчі партії, а тенорова блокфлейта може бути використана як додатковий дескант. 

## У популярній музиці
У записі пісні Led Zeppelin "Stairway to Heaven", яка з'являється на їхньому неназваному четвертому студійному альбомі, Джон Пол Джонс грав на чотирьох накладених басових блокфлейтах.
Композитор Людвіг Йоранссон використав басову блокфлейту для виконання мелодії на початку телевізійного серіалу Мандалорець. Мелодія звучить протягом усього серіалу. 